# Hemiprocne coronata
Il rondone arboricolo crestato (Hemiprocne coronata (Tickell, 1833) è un uccello della famiglia Hemiprocnidae, diffuso in Asia sud-orientale.
In passato era ritenuto conspecifico del suo parente orientale, il rondone arboricolo groppagrigia (Hemiprocne longipennis), ma nelle aree dove i due areali si sovrappongono i due uccelli non si incrociano tra loro.

## Descrizione
Il rondone arboricolo crestato è un uccello grosso e snello, lungo 23 cm. Ha il dorso color grigio colomba e il ventre bianco. La parte superiore delle lunghe ali, rivolte all'indietro, è di color grigio più scuro. Questi rondoni arboricoli sono muniti di cresta ed hanno una lunga coda biforcuta. Il maschio adulto ha i lati della faccia di color arancio. I giovani hanno la testa e le ali grigio scure, ma il resto del soffice piumaggio è molto più striato di quello degli adulti.

## Biologia
Il rondone arboricolo crestato si nutre in volo, catturando insetti con il becco. In volo ricorda più una rondine che un rondone, ma non è affatto imparentato con questi uccelli. Diversamente dai rondoni veri e propri, i rondoni arboricoli possono essere facilmente scorti sui rami spogli di alberi elevati.
Il richiamo di questa specie consiste in un penetrante kee-kyew.
Il rondone arboricolo crestato costruisce un minuscolo nido incollato ad un ramo ben in vista. Depone un solo uovo grigio-azzurro, covato da entrambi i sessi. Il nido è così piccolo che per covare i genitori si devono appollaiare sul margine e ricoprire quindi le uova con le penne del ventre.

## Distribuzione e habitat
Il rondone arboricolo crestato è un residente comune della zona che va dal subcontinente indiano alla penisola indocinese.
È un abitatore delle aree boschive aperte e delle foreste.